# Deafground Records
Deafground Records ist ein Schwester-Label von Noizgate Records und somit ebenfalls ein Teil der Bielefelder Nuvinci GmbH. Seit der Gründung im Jahr 2011 legt das Service-Label sein Hauptaugenmerk auf musikalische Veröffentlichungen aus den Bereichen Rock, Metal und Hardcore sowie weitere Sub-Genres der härteren Gangart. Zu den betreuten Veröffentlichungen zählen unter anderem Werke der Bands Cyrcus, All Will Know, Leons Massacre, Stillbirth oder And There Will Be Blood.
Die Leistungen des Labels umfassen dabei die Unterstützung bei der Veröffentlichung, digitaler und physischer Vermarktung sowie Promotion. Der digitale Vertrieb wird weltweit über das Hamburger Unternehmen finetunes abgewickelt, während der physikalische Vertrieb (DACH) durch den hauseigenen, der GEMA angeschlossenen Verlag Nuvinci Publishing in Zusammenarbeit mit der Phononet GmbH abgedeckt ist.